# Ангарад Ріс
Ангарад Мері Ріс, леді Макелпайн (англ. Angharad Mary Rees, Lady McAlpine; 16 липня 1949, Кардіфф — 21 липня 2012, Лондон) — валлійська акторка, дизайнерка коштовностей і бізнесвумен. У 2004 році Ріс була нагороджена орденом Британської імперії.

## Біографія
Народилася 16 липня 1949 року в Кардіффі (Уельс, Велика Британія).
З 1973 по 1994 була одружена з актором Крістофером Кейзнов, народила синів Лінфорда Джеймса Кейзнов (20.07.1974—10.09.1999 року в автокатастрофі в 25-річному віці) і Ріса Вільяма Кейзнов (нар. у грудні 1976). З 2005 року і до її смерті у 2011 році була у шлюбі з сером Девідом Макелпайном, членом будівельної імперії Макелпайн.
Ангарад Ріс померла 21 липня 2012 року в Лондоні після тривалої боротьби з раком підшлункової залози через 5 днів після свого 63-річчя.

## Кар'єра
Ангарад Ріс знімалася в кіно 30 років, в період своєї кінокар'єри, що тривала в 1968-1998 року, вона знялася в 47-ми фільмах і телесеріалах. Її дебютом в кіно була роль покоївки в епізоді «Людина і надлюдина» телесеріалу «Гра місяця BBC» (1968), її останньою роботою в кіно стала роль Мері з фільму «Вовки Кромера» (1998).
Після закінчення кінокар'єри Ангарад активно займалася бізнесом. Вона виготовляла коштовності і тримала паб імені себе в Понтипрідді (Уельс, Велика Британія).